# Cor Braasem
Cornelius Braasem (Soemoeran, 15 de mayo de 1923 -  14 de febrero de 2009, Alicante) fue un jugador neerlandés y seleccionador de waterpolo.

## Biografía
Es un jugador neerlandés de waterpolo que participó en dos olimpiadas, 1948 y 1952. Fue seleccionador español de waterpolo entre los años 1953 y 1956.
El Club Natació Barcelona fichó a Cor en 1953 para dirigir el club tras la renuncia de Bandy Zolyomy. Ese año, Braasem guía a España hasta la cuarta plaza en el prestigioso Trofeo Italia de Nimega, donde sólo se vio superada por las grandes potencias waterpolísticas de la época. Pero después de este gran inicio, los resultados fueron más discretos. En 1956 se marchó a entrenar al equipo de natación del Club Natació Manresa, donde fue el primero de una serie de técnicos holandeses que han dirigido al equipo.
De 1959 a 1962 Cor volvió a Holanda para dirigir el equipo nacional de waterpolo reemplazando al legendario Frans Kuyper. Pasada ese tiempo volvió a España para continuar con sus negocios.

## Clubs
- HZ ZIAN, Den Haag ( Países Bajos)
- Club Natació Barcelona ( España)
- Club Natació Manresa ( España)

## Títulos
Como jugador de waterpolo de la selección holandesa
- 5.º en los juegos olímpicos de Helsinki de 1952
- Bronce en los juegos olímpicos de Londres de 1948
- Oro en el campeonato de Europa en Viena 1950.